# Zedlitz
Zedlitz ist eine Gemeinde im Landkreis Greiz in Thüringen. Sie gehört zur Verwaltungsgemeinschaft Münchenbernsdorf.

## Lage
Zedlitz liegt westlich der Weißen Elster und östlich der Bundesstraße 2 in einem Ackerbaugebiet südlich von Gera.

### Nachbargemeinden
Angrenzende Gemeinden sind die Stadt Berga-Wünschendorf, Bocka, Crimla, Harth-Pöllnitz, Hundhaupten und die Stadt Weida im Landkreis Greiz sowie die kreisfreie Stadt Gera.

### Gemeindegliederung
Die Gemeinde hat vier Ortsteile:
- Seifersdorf
- Sirbis
- Wolfsgefärth
- Zedlitz

## Geschichte

### Seifersdorf
Kirchenpolitisch ab 1267 dem Sprengel Frießnitz zugehörig, ist Seifersdorf heute ein Ortsteil von Zedlitz. Die erste urkundliche Erwähnung stammt von 1209 als Sifredestorff bzw. Siversdorff im Urkundenbuch der Vögte von Weida. Eine spätere Schreibweise ist Seyfferstorff (Quelle: Lehnbuch des Klosters Mildenfurth).

### Sirbis
Erstmals urkundlich erwähnt wurde Sirbis im Jahre 1287 als Syrwis. Weitere Schreibweisen waren Syrewisen, Syrbis, Sirwis, Syrwis und Serewiz.

### Wolfsgefärth
Erste urkundliche Erwähnung (durch den Vogt von Weida) im Jahre 1209 in der Schreibweise Wolfesszferthe, Wolfersferthe, Wolfe(r)szferthe, aber auch Wolferfert bzw. Wolfferfert.

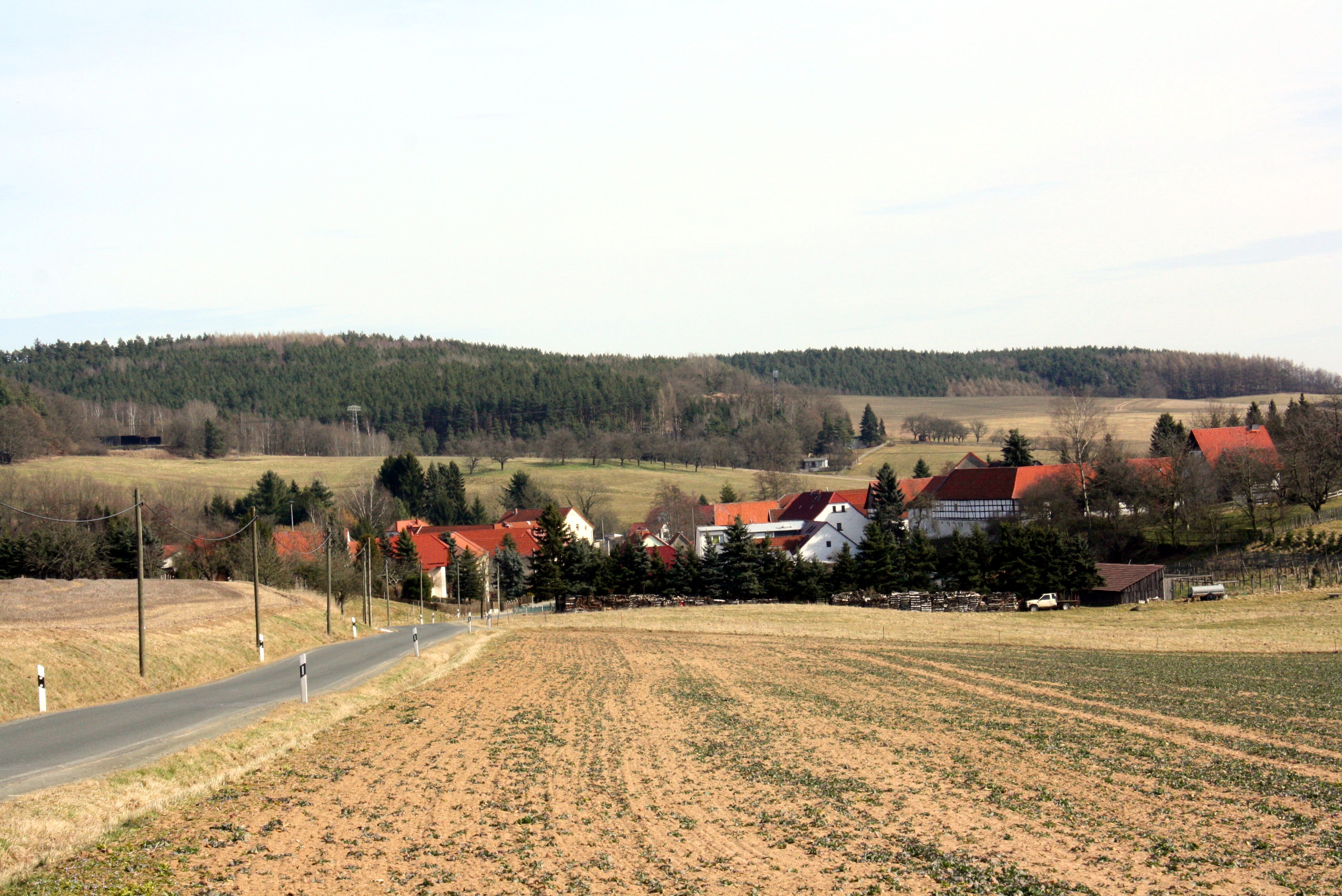
Blick auf Zedlitz

### Zedlitz
Ein bronzezeitliches Hügelgrab beweist, dass hier schon zu Urzeiten Menschen siedelten. Zedlitz liegt im reizvollen Seilersbachtal, im Volksmund auch als „Silbergrund“ bekannt. Die erste urkundliche Erwähnung stammt aus dem Jahre 1196.

### Eingemeindungen
Am 1. Juli 1950 wurden die bis dahin eigenständigen Gemeinden Seifersdorf und Sirbis eingegliedert. Am 1. Dezember 1991 wurde Wolfsgefärth eingemeindet.

### Einwohnerentwicklung
| - 1994 – 477 - 1995 – 497 - 1996 – 557 - 1997 – 677 - 1998 – 703 - 1999 – 711 | - 2000 – 739 - 2001 – 761 - 2002 – 757 - 2003 – 749 - 2004 – 737 - 2005 – 724 | - 2006 – 702 - 2007 – 669 - 2008 – 663 - 2009 – 671 - 2010 – 665 - 2011 – 680 | - 2012 – 686 - 2013 – 672 - 2014 – 677 - 2015 – 671 - 2016 – 675 - 2017 – 671 | - 2018 – 684 - 2019 – 715 - 2020 – 722 - 2021 – 729 - 2022 – 732 - 2023 – 711 |

 Datenquelle: Thüringer Landesamt für Statistik

## Politik

### Wappen
Blasonierung: „In Silber sich gegenüber stehend und bewehrt einen roten Fuchs mit goldenen Krallen und einen redenden schwarzen Wolf mit roten Krallen. Neben einer gestürzt eingebogenen Spitze sind im roten Schildfuß links und rechts je eine goldene Ähre angeordnet.“
Das Wappen der Gemeinde Zedlitz basiert auf Elementen, die sich auf alten Siegeln der vier Dörfer der Gemeinde befinden:
Die Weizen-Ähren stammen von den Siegeln der Orte Seifersdorf und Sirbis. Der Wolf ist dem Siegel Wolfsgefärths, der Fuchs dem Siegel von Zedlitz entnommen. Die Formation der Elemente symbolisiert die Position der Dörfer in der sogenannten Silbergrund-Region.
In dieser hier gezeigten Form, wurde das Wappen von Zedlitz am 17. Januar 1994 bewilligt.

### Flagge
Die Flagge der Gemeinde ist gelb – rot – gelb (1:2:1) längs gestreift und mittig mit dem Gemeindewappen belegt.

## Wirtschaft und Infrastruktur

### Wasserver- und Abwasserentsorgung
Die Gemeinde Zedlitz ist Mitglied im Zweckverband Wasser / Abwasser Mittleres Elstertal. Dieser übernimmt für die Gemeinde die Trinkwasserversorgung und Abwasserentsorgung.